# Caïmo
Caïmo was een Belgische adellijke familie van Italiaanse oorsprong.

## Geschiedenis
- Hyppolite Caïmo kwam zich, komende van Milaan, in 1600 in Brussel vestigen.
- In 1655 erkende de Raad van Brabant Caïmo als behorende tot de adel in de Spaanse Nederlanden.
- Jacques Caïmo, afstammeling van Hyppolite, trouwde met Jeanne Van Eynde. Hun vierde kind, Jan-Robert Caïmo (1711-1775), werd in 1754 bisschop van Brugge.
- In 1741 werd Charles-Thomas Caïmo benoemd tot raadsheer van de Grote Raad van Mechelen, een ambt dat, indien nodig, verhief tot erfelijke adeldom.
- In 1867 en 1871 werden drie broers, zoons van Hyacinthe Caïmo, twee met zijn eerste vrouw Andrina van Stralendorff en de derde met zijn tweede vrouw Marie Claeyssens, in de Belgische erfelijke adel erkend.

## Charles Caïmo
Charles Emmanuel Ghislain Caïmo (Samarang (Java), 23 oktober 1818 - Hasselt, 21 december 1800) werd in 1871 erkend in de erfelijke adel. Hij trouwde in 1843 in Beverlo met Marie Pelsers (1820-1853) en in 1853 in Leopoldsburg met Jeanne Janssens (1826-1893). Hij werd gemeentesecretaris van Heppen en Leopoldsburg en hoofdpolitiecommissaris van Hasselt. Uit het eerste bed sproten zes kinderen en uit het tweede drie. Niettemin doofde deze familietak in 1913 uit in de mannelijke lijn. 

## Ferdinand Caïmo
Hyacinthe Ferdinand François Caïmo (Samarang, 12 oktober 1823 - Tongeren, 24 februari 1886) werd in 1867 erkend in de erfelijke adel. Hij trouwde in Stokkem in 1857 met Caroline Delabrassine (1833-1863). Ze kregen twee zoons, maar zonder verdere afstammelingen. Deze tak doofde uit in 1931.

## Frantz Caïmo
François Louis Joseph, genaamd Frantz Caïmo (Schelle, 15 juni 1827 - Gent, 24 juli 1896) werd in 1867 erkend in de erfelijke adel. Hij trouwde in Jabbeke in 1856 met Félicie Dewilde (1832-1890). Ze kregen twee dochters die trouwden en twee zoons die jong overleden. De familietak doofde uit in 1896.
Van 1868 tot 1872 was hij provincieraadslid voor het kanton Ruiselede in West-Vlaanderen, het kanton waarvan voor hem zijn schoonvader provincieraadslid was.